# Église de la Mère-de-Dieu de Vladivostok
L'église de la Mère-de-Dieu est une église catholique d'architecture néogothique située à Vladivostok. C'est le siège du doyenné de Vladivostok qui dépend du diocèse d'Irkoutsk. Elle se trouve au n°22 de la rue Volodarski.

## Histoire
Les catholiques, en majorité polonais, sont présents à Vladivostok depuis le milieu du XIXe siècle. La première paroisse catholique enregistrée dans l'Extrême-Orient russe l'est sous le règne d'Alexandre II dans la ville récemment fondée de Nikolaïevsk-sur-l'Amour en 1866. Cette ville était alors le siège du gouverneur-général de l'Extrême-Orient russe. Lorsque la flotte déménage à Vladivostok, le nouveau port et sa forteresse en construction attirent une quantité de population venue de tous les coins de l'Empire, dont des catholiques polonais, lituaniens, etc. pour la plupart de simples artisans, commerçants ou ouvriers, ou encore simples soldats. L'assemblée municipale (douma) fait don aux catholiques d'un terrain en 1885-1886. La paroisse elle-même est érigée le 11 janvier 1890, quelques mois avant le début de la construction du tronçon du Transsibérien démarrant à Vladivostok (en mai 1891).
La première église, vouée à la Nativité de la Sainte Vierge, est achevée en 1899, mais elle brûle en février 1902. La paroisse organise provisoirement ses cérémonies dans une maison de prière. L'église actuelle de style néogothique est construite à partir de 1909. La première pierre est bénie par Mgr Cieplak. La paroisse compte alors cinq mille membres. Elle est érigée en cathédrale en 1923 lorsque le nouveau diocèse de Vladivostok est formé par la bulle pontificale Semper Romani, à cause de l'afflux de réfugiés venus de l'ouest du pays échapper à la guerre civile russe (1917-1921). La paroisse compte alors dix mille membres. Le premier (et dernier) évêque est alors Mgr Karol Silowski (1855-1933), ancien curé de la paroisse depuis 1911. Il est arrêté et meurt assigné à résidence dans un faubourg de la ville. Son vicaire, le P. Jerzy Jurkiewicz, est déporté en camp pour dix ans en Sibérie. Au cours d'une énième campagne d'athéisme menée par les autorités soviétiques, la cathédrale est fermée le 7 juillet 1935, le prétexte étant le non-paiement d'une taxe extraordinaire sur les biens de la paroisse. Les paroissiens se réunissent toutefois dans différentes maisons privées, jusqu'à ce que cinq membres de la paroisse et le marguillier ne soient arrêtés pour « organisation d'activités souterraines contre-révolutionnaires et religieuses polonaises. » Ils sont fusillés en 1938.
L'édifice abrite dès lors les archives de la région. Il est inscrit à la liste du patrimoine architectural régional en 1987, puis en 1991 les archives sont déménagées dans un nouvel endroit ad hoc. En 1994, après que les relations entre les autorités et les religions se furent normalisées par le changement de régime, l'église est rendue à la paroisse catholique. Elle n'est plus qu'église paroissiale, le diocèse de Vladivostok ayant été supprimé en 1991 (il l'était de facto depuis les années 1930). 
Un orgue électronique Rodgers y est installé en 1996, le seul orgue à l'époque à Vladivostok. L'orgue actuel (modèle Trillium 927) date du début des années 2000 et provient de la même maison.